# Seznam divizij NDH
Seznam hrvaških divizij druge svetovne vojne.

## April1941- julij 1941
- Bosanska divizija
- Jadranska divizija
- Osiješka divizija
- Savska divizija
- Vrbaška divizija

## Avgust1941- november1944
- 1. pehotna divizija
- 2. pehotna divizija
- 3. pehotna divizija
- 4. pehotna divizija
- 5. pehotna divizija
- 6. pehotna divizija
- 1. gorska divizija

## December1944- maj1945
- 1. hrvaška jurišna divizija
- 2. hrvaška pehotna divizija
- 3. hrvaška pehotna divizija
- 4. hrvaška pehotna divizija
- 5. hrvaška jurišna divizija
- 6. hrvaška pehotna divizija
- 7. hrvaška gorska divizija
- 8. hrvaška pehotna divizija
- 9. hrvaška gorska divizija
- 10. hrvaška pehotna divizija
- 11. hrvaška pehotna divizija
- 12. hrvaška pehotna divizija
- 13. hrvaška pehotna divizija
- 14. hrvaška pehotna divizija
- 15. hrvaška pehotna divizija
- 16. hrvaška nadomestna divizija
- 17. hrvaška pehotna divizija
- 18. hrvaška jurišna divizija